# Eta Indi
Eta Indi (2 Indi) é uma estrela na direção da constelação de Indus. Possui uma ascensão reta de 20h 44m 02.19s e uma declinação de −51° 55′ 15.0″. Sua magnitude aparente é igual a 4.51. Considerando sua distância de 79 anos-luz em relação à Terra, sua magnitude absoluta é igual a 2.59. Pertence à classe espectral A6:var.